# Coupe du monde de marche 1961
Navigation
Varese 1963
La 1re édition de la Coupe du monde de marche s'est déroulée les 15 et 16 octobre 1961 dans les rues de Lugano, en Suisse.

## Tableau des médailles
| Rang | Nation      | Or | Argent | Bronze | Total |
| ---- | ----------- | -- | ------ | ------ | ----- |
| 1    | Royaume-Uni | 2  | 1      | 1      | 4     |
| 2    | Italie      | 1  | 0      | 1      | 2     |
| 3    | Suède       | 0  | 2      | 1      | 3     |
|      | Total       | 3  | 3      | 3      | 9     |

## Podiums

### Hommes
| Épreuve                             | Or                                       | Argent                                   | Bronze                                      |
| ----------------------------------- | ---------------------------------------- | ---------------------------------------- | ------------------------------------------- |
| 20 km                               | Ken Matthews Royaume-Uni 1 h 30 min 55 s | Lennart Back Suède 1 h 32 min 12 s       | George Williams Royaume-Uni 1 h 34 min 02 s |
| 50 km                               | Abdon Pamich Italie 4 h 25 min 38 s      | Don Thompson Royaume-Uni 4 h 30 min 35 s | Åke Söderlund Suède 4 h 36 min 48 s         |
| Lugano Trophy - Combiné par équipes | Royaume-Uni 53 pts                       | Suède 53 pts                             | Italie 28 pts                               |